# Oberwiesenfeld

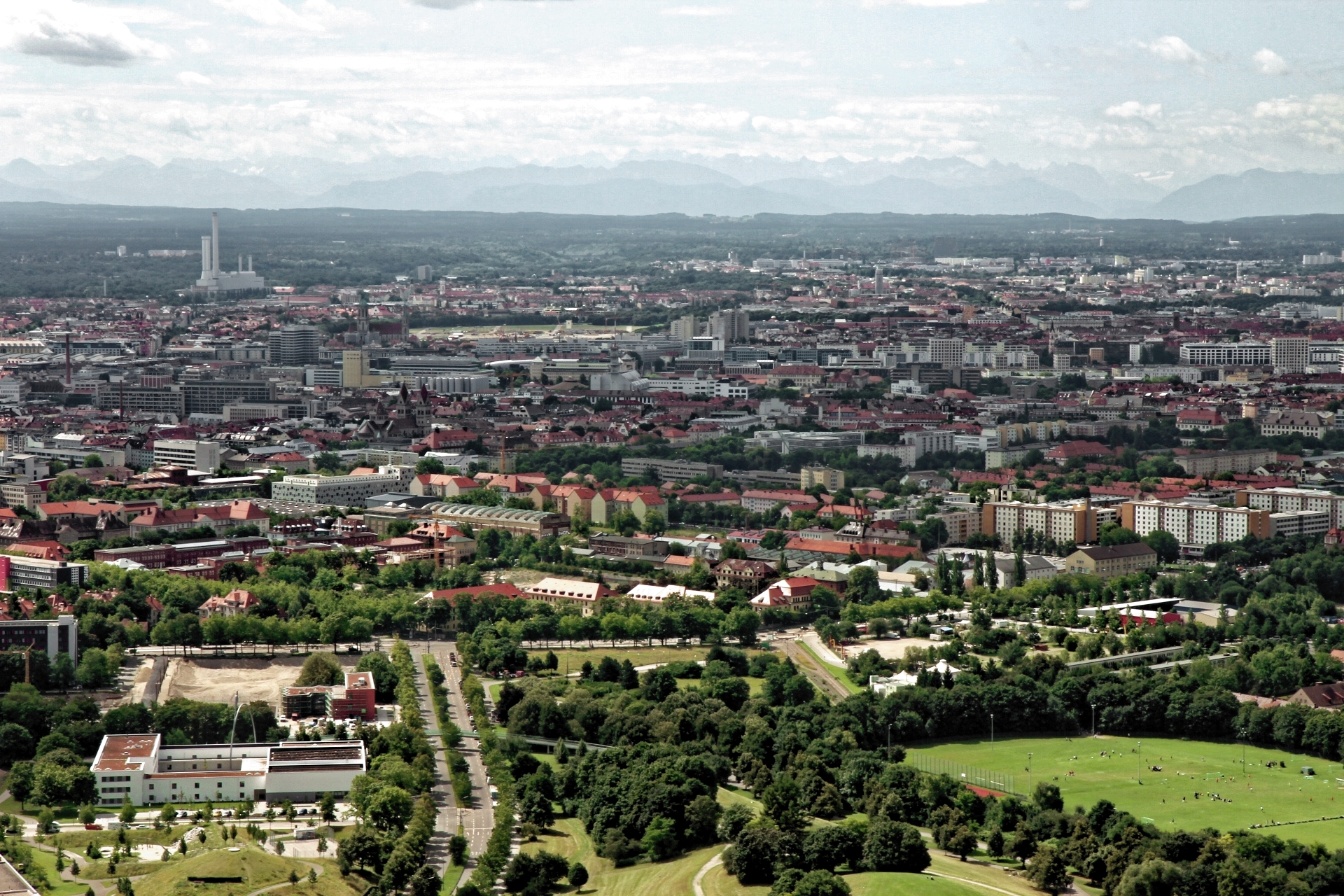
Blick vom Olympiaturm nach Süden auf die heutige Bebauung des Oberwiesenfelds

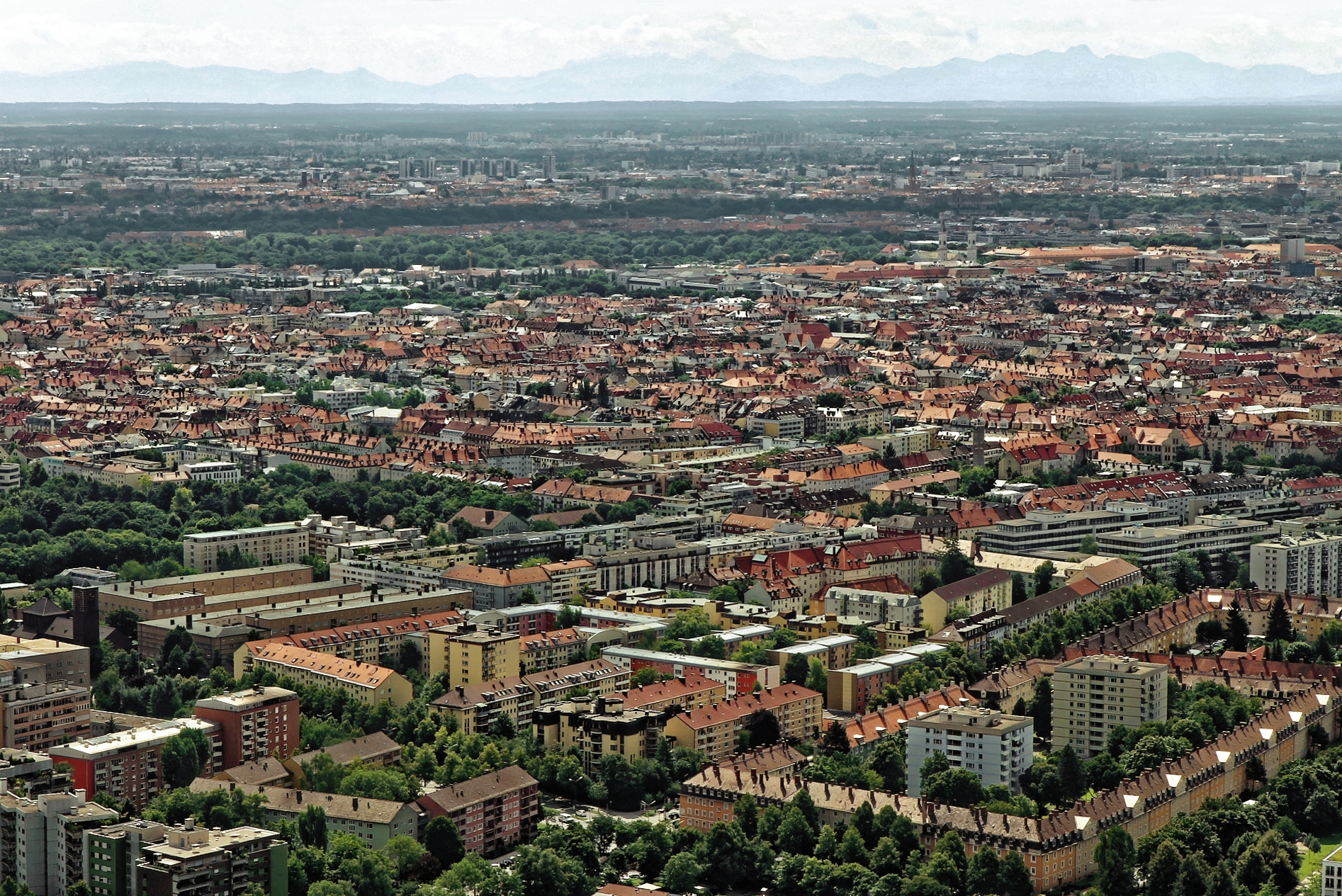
Blick nach Südosten

Das Oberwiesenfeld ist ein Areal im Norden Münchens, das auf dem Gebiet der Stadtbezirke Milbertshofen-Am Hart, Schwabing-West und Neuhausen-Nymphenburg liegt und dessen Name vom 1792 erstmals erwähnten Wiesenfeldt stammen soll. Das Gelände diente früher als Artillerieübungsplatz, Exerzierplatz und Kasernengelände, ab 1909 wurde es auch als Flugplatz genutzt. In der NS-Zeit gab es im Zusammenhang mit dem weiter nordwestlich geplanten Rangierbahnhof nicht verwirklichte Überlegungen, hier einen neuen Güterbahnhof mit Großmarkthalle, Schlacht- und Viehhof und ein Heizkraftwerk zu errichten. Auf dem nördlichen (und größten) Teil des Oberwiesenfeldes befindet sich seit 1972 der Münchner Olympiapark.

## Lage
Im heutigen Stadtgebiet ist das ehemalige Oberwiesenfeld anhand größerer Straßen wie folgt zu verorten: Das Südende war ursprünglich im Bereich Dachauer Straße/Maßmannstraße und wurde im Rahmen der Einteilung des Stadtgebiets auf Dachauer Straße/Lothstraße nach Norden verlegt. Der nördliche Abschluss ist der Bereich Am Oberwiesenfeld/Moosacher Straße. Den westlichen Rand stellt die Landshuter Allee (B 2 R/Mittlerer Ring) dar, während im Osten die Schleißheimer Straße bzw. die Winzererstraße und die Lerchenauer Straße die Grenze bilden.
Historisch gehörte das Oberwiesenfeld in Teilen zu den Steuergemeinden Milbertshofen, Nymphenburg, Neuhausen und Schwabing. Im Rahmen der Wiedereinteilung des Stadtgebiets in Bezirke wurde es 1946 dem damaligen 21. Stadtbezirk, der später den Namen Neuhausen-Oberwiesenfeld bekam, zugeteilt – die Ostgrenze zum Stadtbezirk Schwabing-West war die Winzererstraße, während die Lothstraße die Südgrenze zum Stadtbezirk Maxvorstadt bildete. Im Rahmen der Neugliederung der Münchner Stadtbezirke wurde in der ersten Phase 1992 der komplette Stadtbezirk Neuhausen-Oberwiesenfeld dem Stadtbezirk Neuhausen-Nymphenburg zugeteilt. In der zweiten Phase wurde das Oberwiesenfeld 1996 größtenteils dem Stadtbezirk 11 Milbertshofen-Am Hart zugeordnet. Der Bereich Dachauer Straße – Nymphenburg-Biedersteiner Kanal – Spiridon-Louis-Ring – Ackermannstraße – Schwere-Reiter-Straße gehört zum Stadtbezirk 9, Neuhausen-Nymphenburg und der Bereich Ackermannstraße – Schwere-Reiter-Straße – Infanteriestraße – Lothstraße – Winzererstraße zum Stadtbezirk 4, Schwabing-West.
Seit der Festlegung des Namens für das Olympiagelände durch den Münchner Stadtrat ist der Flurname Oberwiesenfeld nur noch in wenigen Namen präsent:
- im am 28. Oktober 2007 eröffneten U-Bahnhof Oberwiesenfeld der Linie U3 an der Lerchenauer Straße Ecke Moosacher Straße,
- im Areal Am Oberwiesenfeld mit gleichnamiger Straße, zu der ein Ausgang der U-Bahn-Station führt,
- im Studentenviertel Oberwiesenfeld,
- im Park am Oberwiesenfeld,
- im CSU-Ortsverband CSU Neuhausen-Oberwiesenfeld.
- im VdK Ortsverband Oberwiesenfeld[1] und
- im Ballpark Oberwiesenfeld an der Moosacher Straße, Spielort der München Caribes.
- Der am 8. Mai 1972 eröffnete U-Bahnhof Olympiazentrum trug bis 2007 an zwei Stellen an der Bahnhofswand den Klammerzusatz (Oberwiesenfeld).
- im Hauptsammelkanal Oberwiesenfeld[2] und im Regenrückhaltebecken Oberwiesenfeld.[3]
- in der Gastwirtschaft Hofbräu am Oberwiesenfeld (früher Gaststätte am Oberwiesenfeld)[4]

## Militärstandort

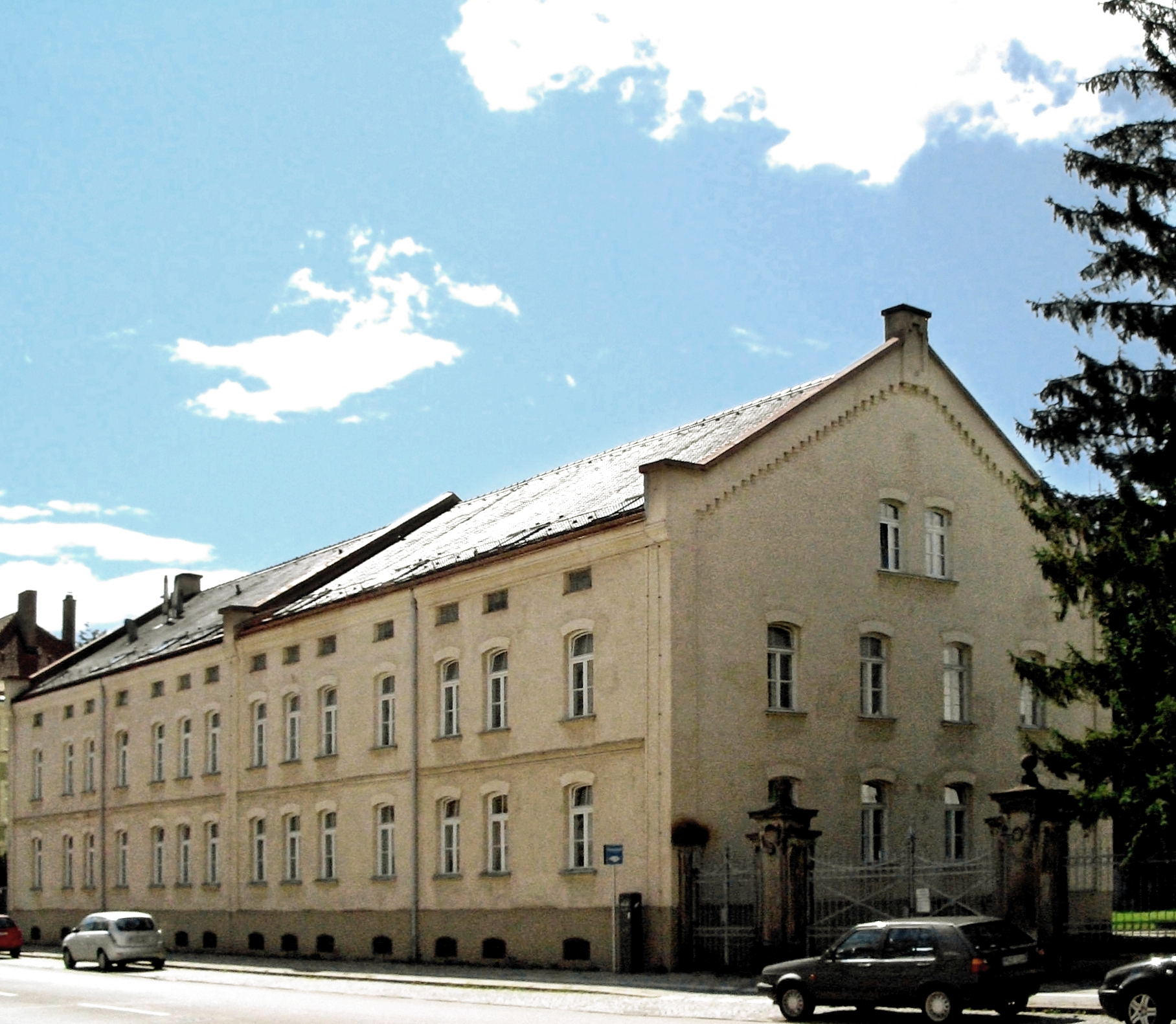
Barackenanlage der ehemaligen Pionierkaserne

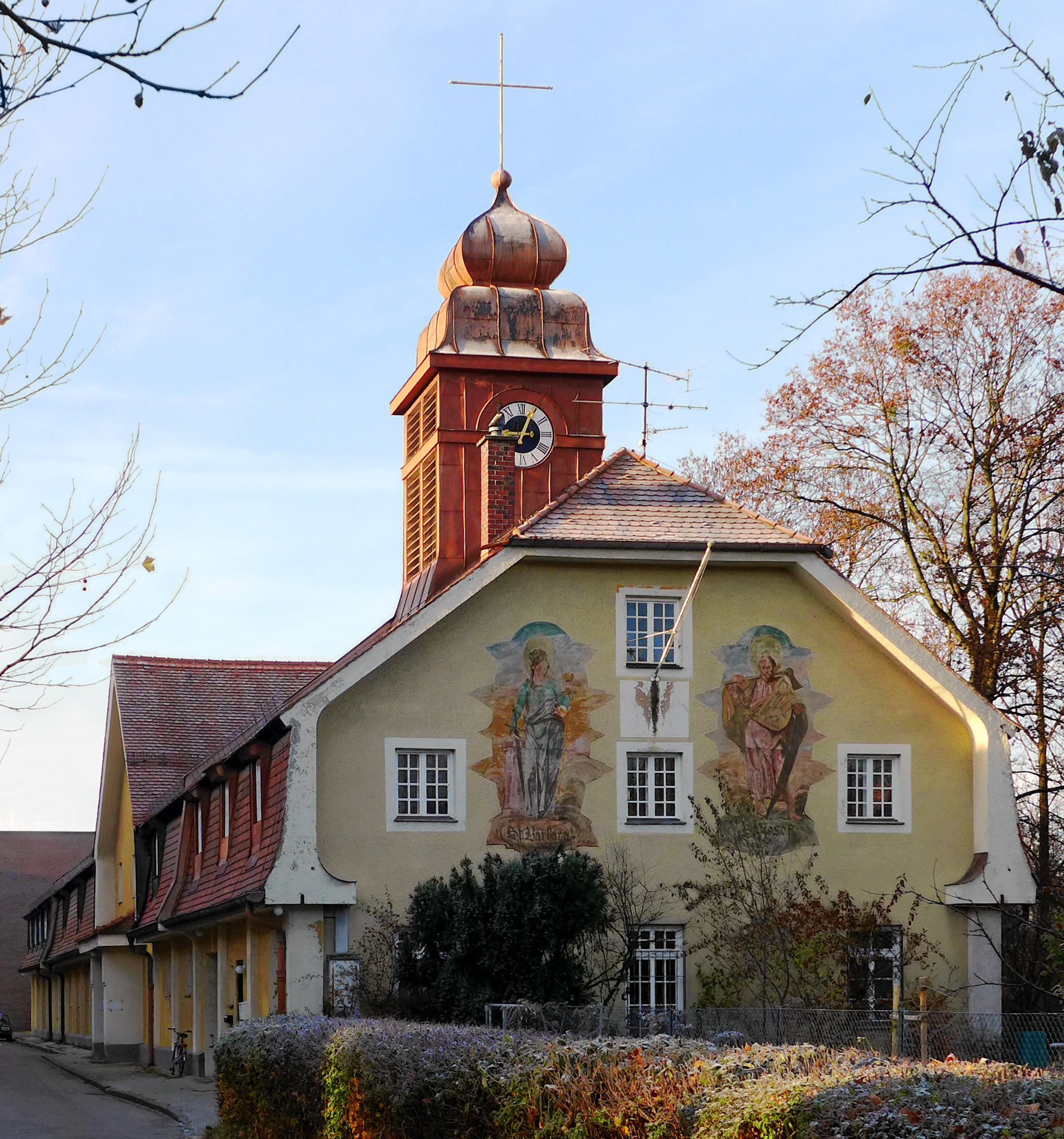
St. Barbara, Militärkirche

Das Ödland der Münchner Schotterebene, welches sich zwischen Dachauer Straße und Georgenschwaige (Milbertshofen) befand und seit 1784 von kurfürstlich-bayerischen Artillerieeinheiten als Übungsplatz genutzt worden war, wurde 1794 offiziell zum „Artillerie-Experimentierplatz“ bestimmt. Bauern aus Neuhausen und Feldmoching hatten das Oberwiesenfeld vorher für die Viehwirtschaft genutzt, was ab 1794 verboten wurde.
Trotz kurfürstlichem Erlass von 1796 wurde der Übungsplatz nicht genau eingegrenzt. Im Bereich zwischen Maßmannstraße und Schwere-Reiter-Straße befand sich eine Artillerie-Schießbahn von etwa 700 Fuß Länge. Im Jahr 1804 wurde die Schießbahn durch Zukauf von Grundstücken auf 1400 Fuß erweitert. Zu Beginn des 19. Jahrhunderts wurde auch mit der Bebauung des Übungsplatzes begonnen. Ein Pulverhaus wurde 1803 erbaut, 1806 und 1810 folgten insgesamt drei Remisen für die Artilleriefuhrwerke. Ein Lagerschuppen für „Artillerieholz“ – hochwertiges Holz zum Lafettenbau – wurde 1812 errichtet. Eine vierte Remise wurde 1816 gebaut, ebenso eine Mauer, die alle fünf Gebäude verband. In dem so entstandenen Hof wurde ein „Kugelgarten“, also ein Lager für Kanonenkugeln, und ein Geschützpark eingerichtet.
Bis 1820 übte die Artillerie als einzige Truppengattung auf dem Oberwiesenfeld, Kavallerie und Infanterie nutzten den Exerzierplatz am Marsfeld. Die im 18. und zu Beginn des 19. Jahrhunderts übliche Linientaktik erforderte kein zielgenaues Einzelschießen, so dass auch keine Übungen im gezielten Schießen stattfanden. Dies änderte sich nach den Koalitionskriegen, so dass die bayerische Linieninfanterie ab 1820 auf dem Oberwiesenfeld Scheibenschießen übte.
Nachdem 1822 ein neues Salpeterdepot gebaut worden war, bot der Übungsplatz Oberwiesenfeld nicht mehr genügend Platz zum Exerzieren. Daher wurden 1824 vom Kriegsministerium wiederum Anlieger-Grundstücke dazugekauft. Der Platz umfasste in diesem Jahr eine Fläche von 168 Tagwerk (1 Tagwerk entsprach in Bayern 3.408 m²).
1826 wurde am Nymphenburg-Biedersteiner Kanal das militärische Schwimmbad für Lehrzwecke eröffnet, das schon Mitte des 19. Jahrhunderts für Zivilisten zur Selbstfinanzierung geöffnet wurde und dessen Lage auf Höhe des westlichen Teils des heutigen Olympiasees war. Der Bereich des Schwimmbads ist heute an einer parallel verlaufenden Baumreihe, welche entlang des verfüllten Beckens stehen, zu erkennen.
1828 wurde im Bereich Maßmannstraße/Dachauer Straße die Münchner Turnanstalt am Oberwiesenfeld gebaut, wo heute das Gelände des Maßmannparks (ugs. das „Maßmannbergl“) ist.
Am 16. Mai 1835 gegen 15:30 Uhr erschütterte eine Explosion das Oberwiesenfeld, deren Druckwelle nach Zeitzeugenberichten noch in der Türkenstraße die Fenster zerspringen ließ und einen Teil des Daches der Frauenkirche abdeckte. Der Artillerist Stanislaus Schmitt hatte sich selbst mit 15.000 kg Schwarzpulver im Pulverturm in die Luft gesprengt. Mit ihm starben noch neun weitere Menschen, die sich zum Zeitpunkt der Explosion auf dem Gelände aufgehalten hatten. Schmitt wollte sich wegen schlechter Behandlung durch einen Vorgesetzten das Leben nehmen und dazu möglichst viele Menschen mit in den Tod reißen. Der Tag, den er für seinen Anschlag gewählt hatte, fiel mit einer geplanten Lehrvorführung für das Kadettenkorps zusammen, die lediglich aufgrund der Erkrankung des Kommandeurs kurzfristig abgesagt worden war. Der Neubau des Pulvermagazins wurde nördlich des Dorfes Milbertshofen errichtet.

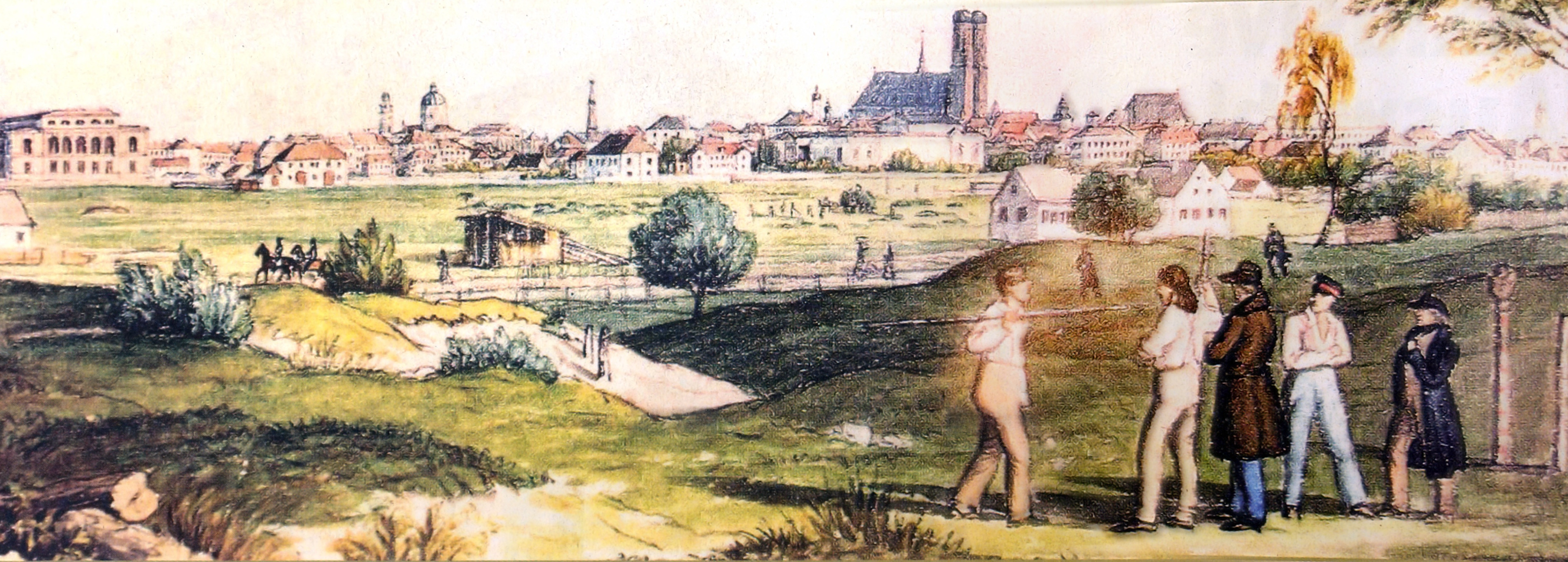
Caspar Klotz, Am Oberwiesenfeld (1836)

Ende August 1850 wurden auf dem Oberwiesenfeld mangels Kapazitäten in den anderen Kasernen zeitweise ein Militärlager errichtet.
Die nächsten Erweiterungen des Oberwiesenfeldes erfolgten 1863 und 1864. Im Jahr 1865 war der Übungsplatz etwa 2 km² (609 Tagwerk) groß. Da die Artillerie seit 1862 mit dem Lager Lechfeld einen separaten Übungsplatz zur Verfügung hatte und die Infanterie neben dem Marsfeld ab 1882 eine neue Schießanlage in Neufreimann erhielt, blieb der Übungsplatz auf dem Oberwiesenfeld in seinen Grenzen von 1865 bis 1888 unverändert. Im Jahr 1866 wurde das Münchner Zeughaus der Bayerischen Armee auf das Oberwiesenfeld verlagert.
Ende des 19. Jahrhunderts wurden am Oberwiesenfeld mehrere Kasernen der bayerischen Armee gebaut, die eine Vergrößerung des militärischen Areals notwendig machten. Im Einzelnen handelte es sich um die:
- Eisenbahnkaserne (gebaut 1888/89)
- Barackenkasernement Oberwiesenfeld (gebaut ab 1893)
- Luftschifferkaserne (gebaut 1893–1896)
- Prinz-Leopold-Kaserne (gebaut 1902)

Seit 1898 befand sich auch eine Lehrschmiede auf dem Gelände des Oberwiesenfeldes. Die 1888/89 vorgenommene Erweiterung dehnte das Militärgebiet, das danach den Namen Truppenübungsplatz Oberwiesenfeld führte, um 94.705 ha über den Nymphenburg-Biedersteiner Kanal bis über die Moosacher Straße aus. Um 1900 soll das Militärgefängnis aus der Stadt auf das Oberwiesenfeld verlagert worden sein.
Die Artilleriewerkstätten auf dem Oberwiesenfeld zählten um die Jahrhundertwende zu den größten Industriebetrieben in München und beschäftigten etwa 1.000 zivile Arbeiter.
Vor 1900 wurde auf dem südlichen Teil des Areals zwischen der Dachauer Straße und der Heßstraße – nördlich des zur Zeit von König Max II. Ecke Lothstraße / Dachauer Straße errichteten Verwaltungsgebäudes – ein Straßenbahnhof gebaut.
Sicher 1904 gab es im Bereich zwischen dem Militärschwimmbad und der Prinz-Leopold-Kaserne die Melzl-Remise, die sicher bis 1928 existierte.
Bis 1923 wurde die Eisenbahnerkaserne im Rahmen der Erweiterungsarbeiten für die Pionier- und Kraftfahrerkaserne so vergrößert, dass sie auf einem Areal zwischen der Dachauer Straße und der damals über die Schwere-Reiter-Straße bis zum Kanal führende Heßstraße mit einer Nordgrenze auf Höhe der Fortsetzung der Ebenauer Straße und einer Südgrenze auf der südlich der heutigen Hedwig-Dransfeld-Allee bis zur damals von der Dachauer Straße zur Heßstraße führenden Eisenbahnstrecke befand. Später als 1935 wurde auch das Areal nördlich der Fortsetzung der Ebenauer Straße bis zur früher südlich des Kanals von der Dachauer Straße zur Lerchenauer Straße entlangführenden Melcherstraße bebaut. Auf dem Gelände zwischen der heutigen „Hedwig-Dransfeld-Allee“ und dem heutigen Willi-Gebhardt-Ufer ist heute das Bundeswehrverwaltungszentrum und das Kreiswehrersatzamt.
Ab 1919 wurden auf dem Gebiet Saarstraße – Deidesheimer Straße – Ackermannstraße – Winzererstraße die Gebäude der heutigen Baugenossenschaft München-Oberwiesenfeld in mehreren Bauabschnitten auf den vom Freistaat Bayern mit Erbpachtvertrag überlassenen Grundstücken errichtet, wobei das im ersten Abschnitt bebaute Grundstück mit der Gaststätte Hofbräu am Oberwiesenfeld bereits an den Freistaat Bayern nach Ablauf des Vertrags wieder zurückgefallen ist.
1921 wurde im Eckareal Kanal – Lerchenauer Straße – Winzererstraße vom Sportverein FC Teutonia ein Fußballplatz eröffnet, der bis zu 12.000 Zuschauer fasste und auf dem 1923 bis 1925 auch der FC Bayern München seine Spiele austrug. 1936 musste der Sportplatz zugunsten des Militärs aufgegeben werden.

## Flugplatz

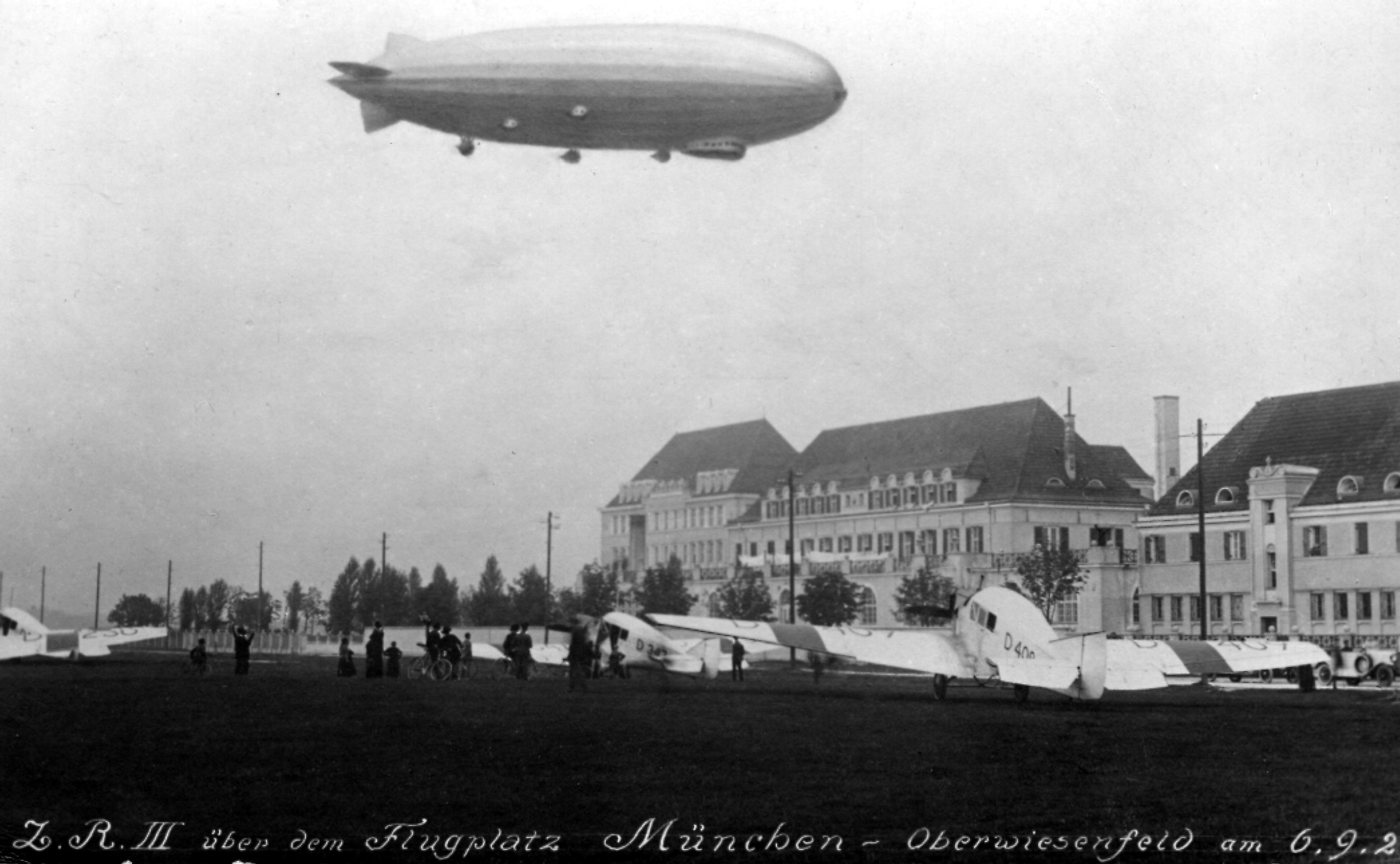
Zeppelin LZ 126 über dem Oberwiesenfeld vor dem Knorr-Bremse-Gebäude, 1924

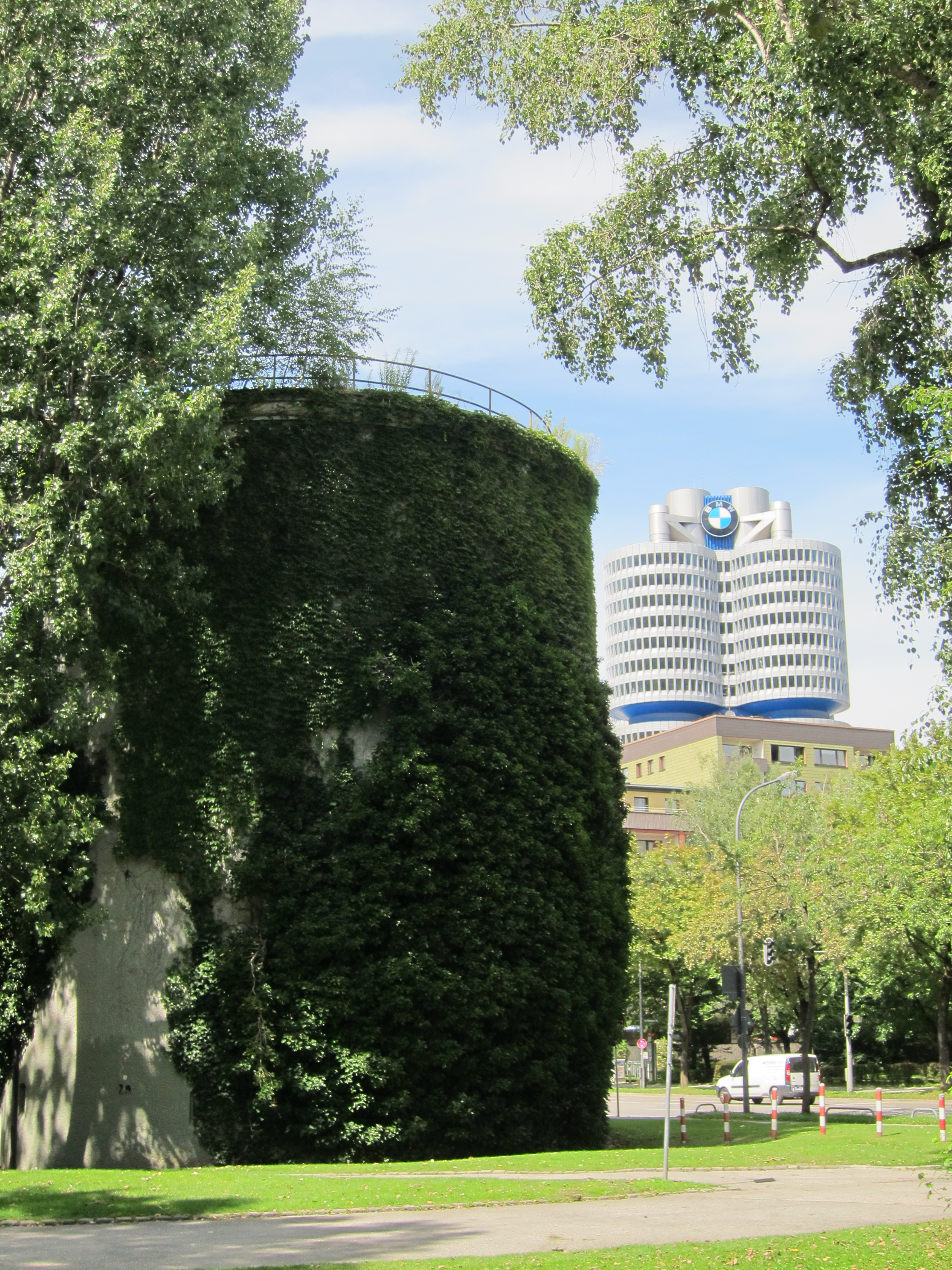
Hochbunker Lerchenauer Straße am ehem. Flugplatz

Bereits seit Ende des 19. Jahrhunderts war das Oberwiesenfeld ein Landeplatz für Ballone und Luftschiffe, sowohl militärische der königlich-bayerische Armee als auch zivile. Mit dem verstärkten Aufkommen der Flugzeuge wurde das Oberwiesenfeld ab 1909 als Flugplatz genutzt. 1909 landete dort das Reichsmilitärluftschiff LZ 3, das seine erste „Fernfahrt“ bestanden hatte.
Durch die gleichzeitige Nutzung des Geländes als Flug- und auch Exerzierplatz fanden die Starts und Landungen neben und auch während der Übungen der Kavallerie statt, bis 1925 eine Start- und Landebahn angelegt wurde. 1927 wurde von der Stadt München der Planungsauftrag für den Ausbau des bestehenden Flugfeldes zu einem Flughafen „1. Ordnung“ erteilt und das Gelände entlang des Nymphenburg-Biedersteiner Kanals aufgeteilt:
- Der nördlich des Kanals gelegene Teil wurde zum Flughafen und
- der südlich des Kanals gelegene Teil blieb weiterhin der Exerzierplatz Oberwiesenfeld.

1929 wurden die ersten Gebäude, zunächst in Holzbauweise, für Passagiere und Fracht errichtet, später wurde eine neue Flugzeughalle in Betrieb genommen. Vor deren Eröffnung mussten die Flugzeuge für Wartungsarbeiten zum Sonderlandeplatz Oberschleißheim transportiert werden. Am 3. Mai 1931 wurde das neue Abfertigungs- und Verwaltungsgebäude durch den Münchner Oberbürgermeister Karl Scharnagl eingeweiht, knapp 100.000 Besucher waren zu einem Großflugtag gekommen. Damit wurde das Oberwiesenfeld zum ersten vollwertigen Verkehrsflughafen von München, der an der damaligen nach Otto Lilienthal benannten und nördlich vom Kanal parallel verlaufenden Straße lag. Im Jahr 1932 wurden noch etwa 16.000 Fluggäste in Oberwiesenfeld abgefertigt, in den kommenden fünf Jahren verdreifachte sich die Anzahl der jährlichen Fluggäste auf etwa 40.000 Fluggäste pro Jahr. Der Flughafen Oberwiesenfeld wurde 1939 durch den Flughafen München-Riem abgelöst. Im letzten Betriebsjahr – 1938 – wurden auf dem Oberwiesenfeld 49.156 Passagiere abgefertigt. Dazu gehörten auch der französische Ministerpräsident Édouard Daladier (1884–1970) und der britische Premierminister Neville Chamberlain (1869–1940), die dort zur Unterzeichnung des Münchener Abkommens landeten.
Nach der Verlegung auf den im Oktober 1939 neu eröffneten Flughafen München-Riem wurde das Gelände bis Kriegsende von der Luftwaffe genutzt. 1945 wurde durch die United States Army Air Forces (USAAF) ein Behelfsflugplatz unter der Bezeichnung Advanced Landing Ground ALG R-74 Oberwiesenfeld in Betrieb genommen, wobei bereits 1954 und 1955 Großflugveranstaltungen stattfinden durften. 1957 wurde das Gelände der Stadt München zurückgegeben. Der anschließende private Flugbetrieb wurde im Zuge des Ausbaus des Geländes zum Olympiapark endgültig eingestellt. Das letzte Flugzeug startete im März 1968. Damals begannen anhaltende Diskussionen über einen neuen Standort für die Privatflieger. Das ehemalige Flughafengebäude wurde nach dem Zweiten Weltkrieg bis zu seinem Abbruch am 14. August 1968 von amerikanischen Rundfunksendern wie Radio Free Europe und Radio Liberty genutzt. Zusätzlich zum Flugbetrieb wurde von 1954 bis 1967 im südöstlichen Teilbereich alljährlich die Baumaschinenmesse (Bauma) durchgeführt, die ab 1966 von der Münchner Messegesellschaft veranstaltet wurde. Bereits vor Vergabe der Olympischen Spiele nach München war das spätere Olympia-Eissportzentrum, das 1972 für Boxveranstaltungen umgenutzt wurde, als Eisstadion am Oberwiesenfeld zwischen 1965 und 1967 errichtet worden. Daneben entstand als zweites vorolympisches Bauwerk der am 22. Februar 1968 eröffnete Fernsehturm. Kurz danach im Frühjahr 1968 begannen die Arbeiten zum Ausbau und zur Umgestaltung des Oberwiesenfelds als Austragungsort der Olympischen Sommerspiele 1972.
Im nordöstlichen Bereich des Geländes gab es bis 1969 genutzte Kasernengebäude unter der Adresse Lerchenauer Straße 115, in denen sich im November 1939 die Annahmestelle 3 für Offiziersanwärter der Luftwaffe befand. Von 1958 bis 1969 war in den Gebäuden, die dann unter der Bezeichnung Kaserne München-Oberwiesenfeld geführt wurden, die Flugabwehrraketengruppe 34 stationiert. Nach 1969 erfolgte die Bebauung des Geländes mit dem heutigen Olympiadorf.

## Exerzierplatz

### Bereich zwischen der heutigen Ackermannstraße, der Winzererstraße und der Schwere-Reiter-Straße (Am Ackermannbogen)

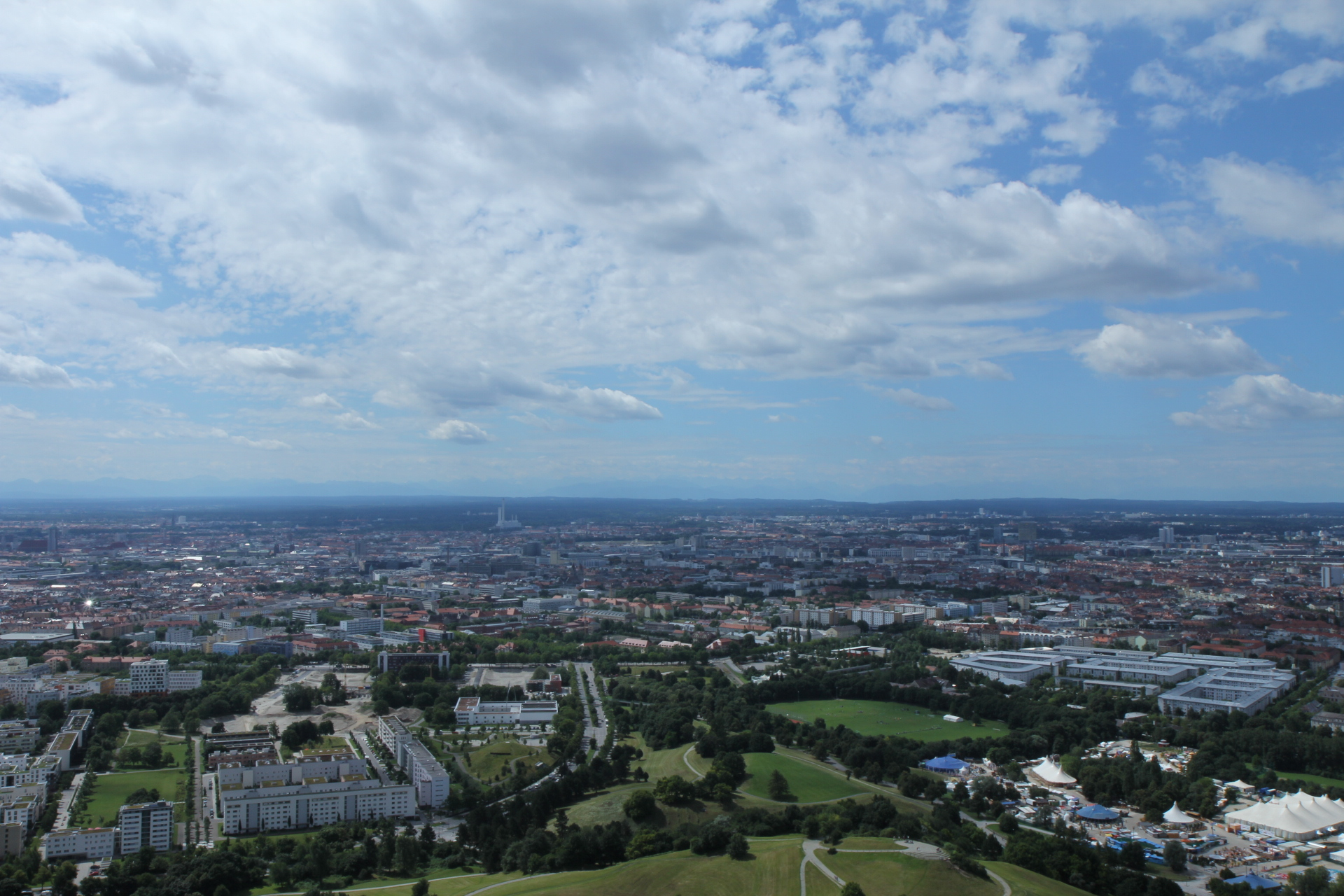
Blick vom Olympiaturm 2012 auf den Westteil des Neubaugebiets am Ackermannbogen

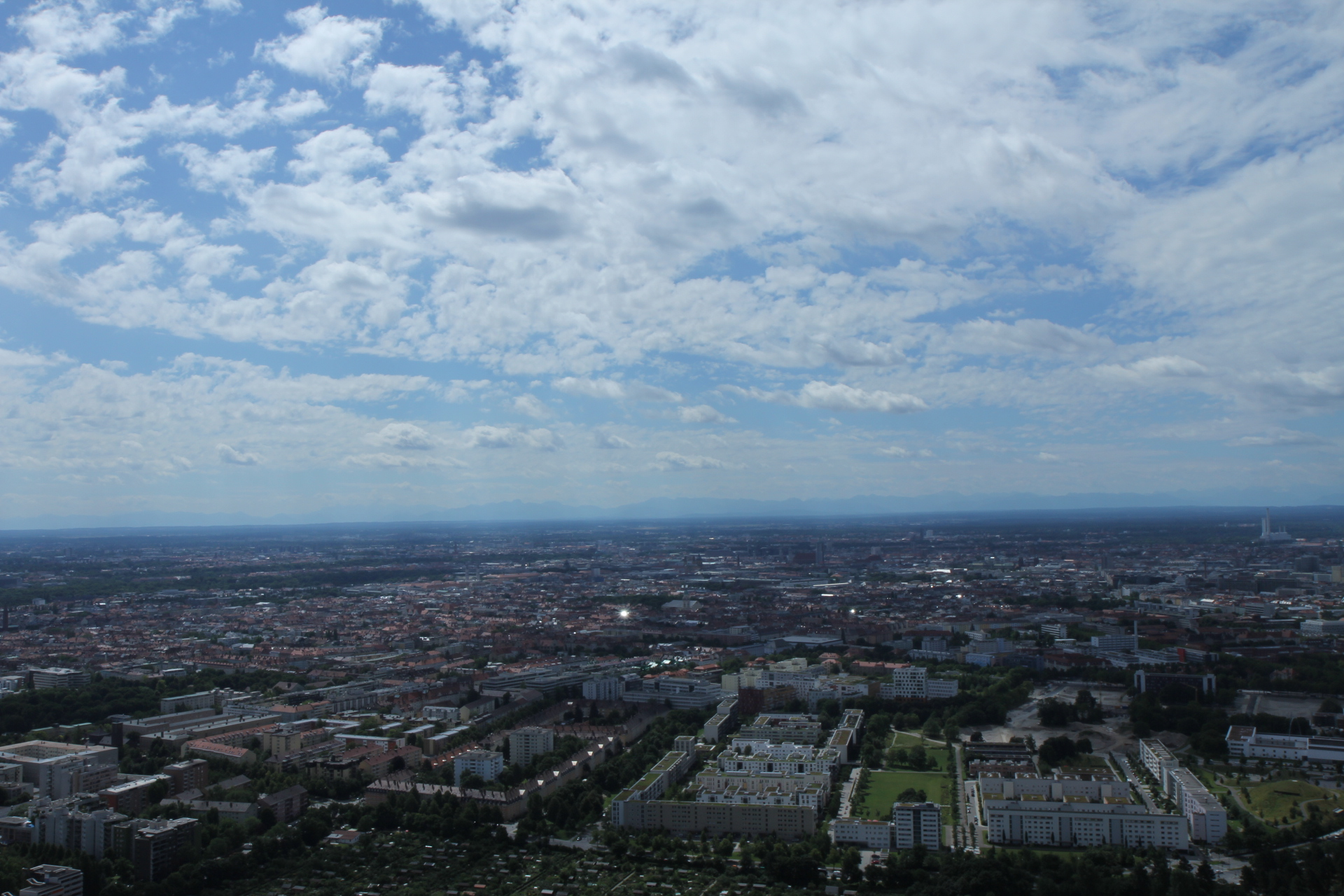
Blick vom Olympiaturm 2012 auf die Baugenossenschaft München-Oberwiesenfeld („Altbestand“) und den Ostteil des Neubaugebiets Am Ackermannbogen

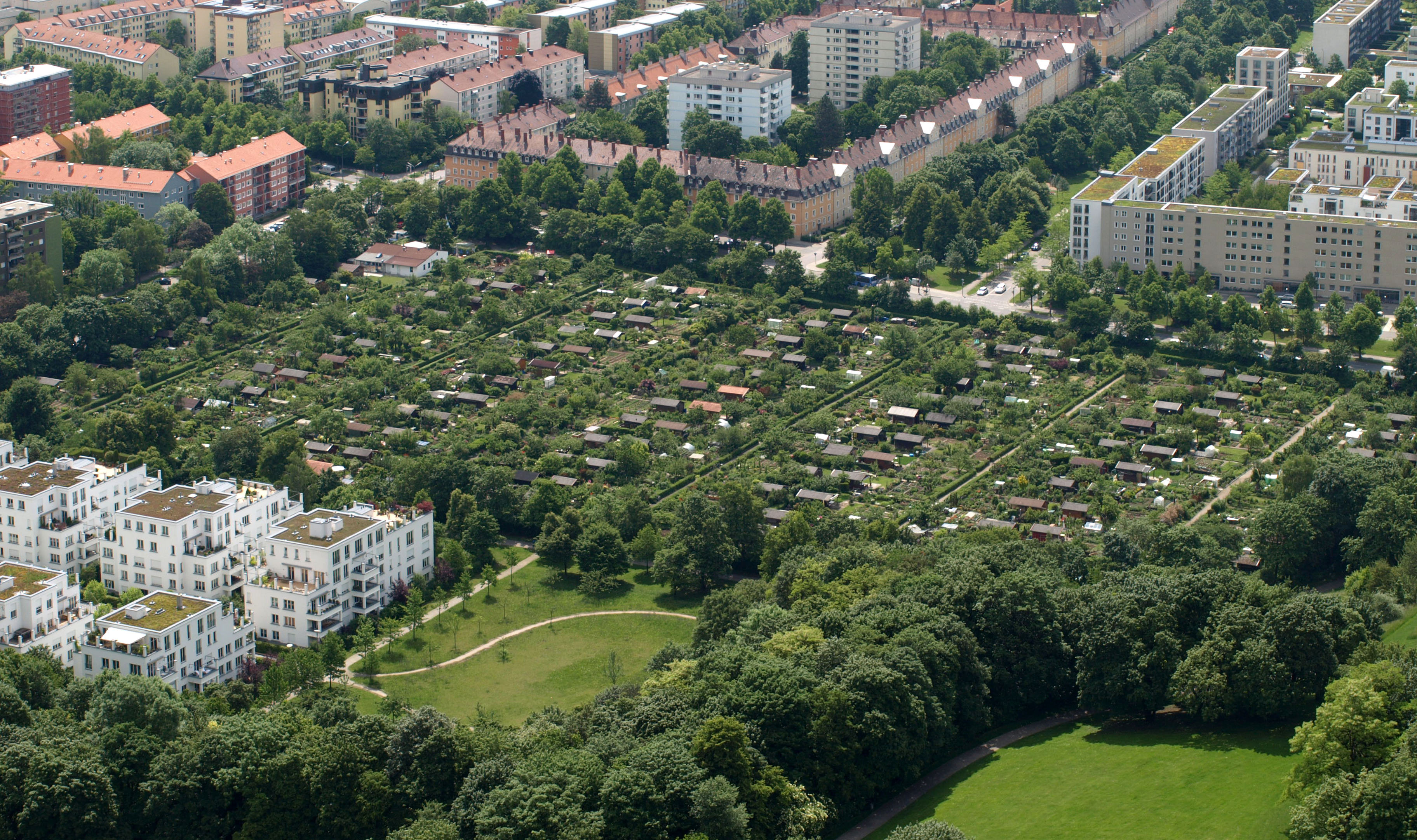
Kleingartenanlage am Ackermannbogen

Westlich anschließend an die Prinz-Leopold-Kaserne an der Schwere-Reiter-Straße entstand ab 1934 die Kradschützen-Kaserne sowie 1935 nördlich der Prinz-Leopold-Kaserne und westlich der Baugenossenschaft München-Oberwiesenfeld die Korpsnachrichten- bzw. Saar-Kaserne. Von dort ging im April 1945 die Freiheitsaktion Bayern aus. Nach dem Zweiten Weltkrieg nahm zunächst die US Army Korpsnachrichten-Kaserne und Kradschützen-Kaserne als Jensen Kaserne bzw. Indiana Depot in Beschlag. Ab 1955 zog dann die Bundeswehr ein. Das Indiana Depot erhielt den Namen Stetten-Kaserne, die Jensen Kaserne hieß nun Waldmann-Kaserne. Nördlich der Stetten-Kaserne wurde an der Ackermannstraße gegenüber dem Spiridon-Louis-Ring eine Freifläche als gekiester Bus-Parkplatz speziell für Veranstaltungen im Olympiapark benutzt. Zusätzlich wurde ab den 1980er Jahren auf einem Teil der Freifläche ein Theater-Zelt – das aktuell im Bereich des Olympiapark Süd steht – errichtet. 1994 räumte die Bundeswehr die Stetten- und 1995 die Waldmann-Kaserne. Anschließend begannen für das Gebiet unter dem Namen Am Ackermannbogen städtebauliche Planungen unter Einbeziehung von Teilen der Prinz-Leopold-Kaserne, von denen derzeit die beiden drei Abschnitte fertiggestellt sind. Nachdem der Bau des ersten Abschnitts im Nord-Osten des Geländes begonnen hatte, wurde auch das Gebäude der Abteilung Militärgeographie (Milgeo) von der Bundeswehr aufgegeben. 2006/07 riss man die ehemaligen Kasernen-Gebäude der Stetten-Kaserne ab, worauf der vierte Abschnitt neben dem Studentenwohnheim an der Schwere-Reiter-Straße – nachdem im Dezember 2009 der Bebauungsplan vom Münchner Stadtrat beschlossen wurde – bis 2016 fertiggestellt wurde.
Das Biotop am Ackermannbogen gehört zu den letzten Beständen der Altheide des Oberwiesenfelds.

### Bereich zwischen der heutigen Ackermannstraße und dem heutigen Olympiasee
1941 wurde an der Winzererstraße die Nordmolkerei (umgs. der Deller nach der langjährigen Betreiberfirma) südlich des heutigen Olympiabergs gebaut, die in den 1990er Jahren aufgelassen und zwischen 1999 und 2002 aufgrund des Projekts Wohnen am Olympiaberg mit 10 Stadtvillen bebaut wurde.
Das Oberwiesenfeld war neben dem Neuhofener Berg und dem Luitpoldhügel einer der drei großen Schuttabladeplätze für die Trümmer der im Zweiten Weltkrieg zerstörten Häuser Münchens. Nach 1945 entstand am südlichen Rand des Exerzierplatzes neben der Nordmolkerei ein aus zwei Teilen bestehender Schuttberg. Dessen höherer Teil erreichte 1950 die Höhe von 55 Meter, wo das heute noch existierende Kreuz steht. Dieser Schuttberg wurde beim Bau des Olympiaparks zum Olympiaberg umgestaltet, vergrößert und auf 60 Meter erhöht.
Zwischen den Wohnblöcken der Baugenossenschaft München-Oberwiesenfeld und den Gebäuden der Nordmolkerei wurde 1946 die Kleingartenanlage NW 30 angelegt, von der Parzellen beim 1968 erfolgten Bau der Ackermannstraße als Fortsetzung der Karl-Theodor-Straße zur Schwere-Reiter-Straße und bei dem Bau des Gehwegs von der Winzererstraße zur Südfuß des Olympiabergs im Rahmen der Umgestaltung an den westlichen Rand der Anlage (ugs. „Neuer Teil“) verlegt wurden. Im Rahmen der ersten Planung für die Bebauung des Geländes der Nordmolkerei sollte ein Teil der Kleingartenanlage inklusive des dazugehörenden Winzerer-Biergartens (früher Gaststätte am Olympiaturm) zugunsten von Gebäuden entlang der Winzererstraße aufgegeben werden.

### Bereich nordwestlich der Ackermannstraße (ugs. Olympiapark Süd)
Nachdem bereits 1950 als Motorsportveranstaltung die „Deutsche Sandbahnmeisterschaft“ auf dem Oberwiesenfeld stattfand, eröffnete östlich der Eisenbahner-Kaserne am 9. März 1951 an der Schwere-Reiter-Straße nördlich der heutigen Trambahn-Wendeschleife und westlich des kleinen Olympiabergs das Stadion des Bundes Bayerischer Motorsportler (BBM) auf einem ursprünglich dem Freistaat Bayern gehörenden Gelände. Dort fanden bis zum 11. Oktober 1970 Sandbahnrennen und zwischen 1958 und 1970 auch Speedwayrennen statt – von der dafür genutzten Bahn ist seit dem Bau der Umzäunung 2008 nichts mehr zu sehen. Die Rennen wurden eingestellt, da aufgrund der geplanten anderweitigen Nutzung des Stadions für den Military-Reitsport während der Olympischen Sommerspiele dem BBM der Mietvertrag gekündigt wurde. Seit 1955 wird das Stadion vom Sportverein FC Teutonia als Sportplatz mitbenutzt. Spätestens seit den 1980er Jahren wird der Sportplatz auch für den Schulsport genutzt und ein Teilbereich des Stadions wurde seit Mitte der 1990er Jahre zu einem städtischen Freisportgelände umgebaut. Die Wallanlage um das Gelände ist als Magerrasen als Biotop M116 kartiert. 2022 wurde das südliche Fußballfeld zu einem Kunstrasenplatz umgebaut, wobei das Gelände als Altlastenverdachtsfläche vorher untersucht wurde.
Die westlich neben dem BBM-Stadion liegende und ursprünglich als Wehrkreis-Pferdelazarett errichteten Gebäude wurde in den 1940er Jahren zur Außenstelle der Tierärztlichen Fakultät der Ludwig-Maximilians-Universität. Durch die Zerstörungen am Standort an der Königinstraße im Januar 1945 war bis Mai 1950 das Heimat-Pferdelazarett 105 der Standort des Institutes für Tierpathologie und der chirurgischen Tierklinik. Zwischen 1964 und 2009 waren sie der Sitz des heutigen Lehrstuhl für Tierschutz, Verhaltenskunde, Tierhygiene und Tierhaltung, das den zuletzt 1990 erweiterten Gebäudekomplex sicher bis 2009 nutzte. Von diesem Gebäudekomplex ist nichts mehr erhalten.

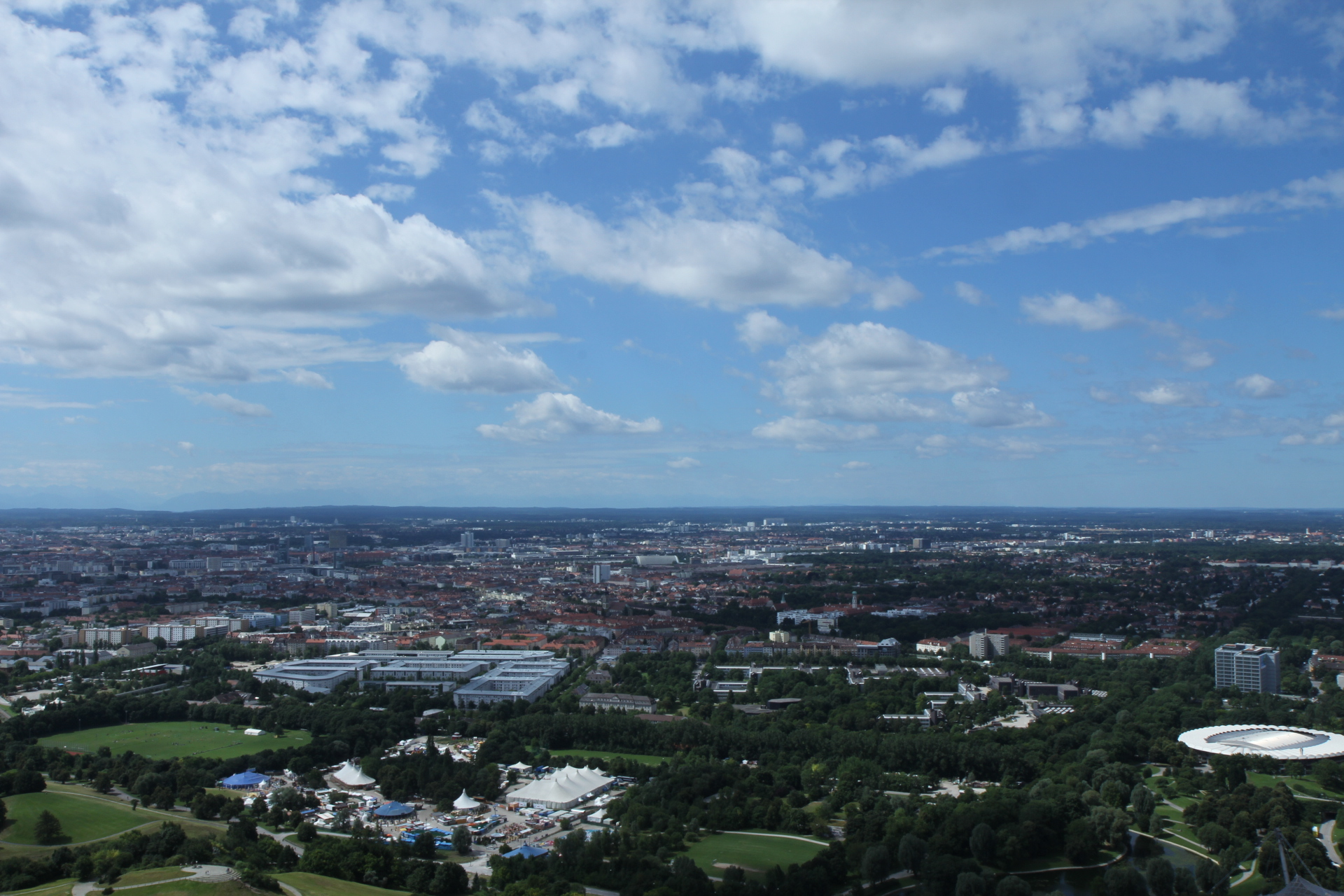
Blick vom Olympiaturm auf das BBM-Stadion mit Freigelände während des Sommertollwood 2012

Nördlich anschließend an das BBM-Gelände befindet sich das Freigelände, das durch einen vom Spiridon-Louis-Ring nach Westen verlaufenden Weg in zwei Hälften aufgeteilt wird. Auf dem südlichen Teil finden seit 1988 das Sommer-Tollwood und seit 1997 das Lilalu und seit 2023 der Weihnachtsmarkt Märchenbazar am Olympiapark statt, wobei sich innerhalb des Teilbereichs die 1952 als damaliger Schwarzbau errichtete Ost-West-Friedenskirche bis zum Brand in der Nacht vom 10. auf 11. Juni 2023 befand. Im Bereich des nördlichen Teils wurde in den 1970er Jahren das Regenrückhaltebecken am Oberwiesenfeld gebaut, das bis zur südlich des Olympiasee verlaufenden Straße reicht und wie der Olympiaberg zum Biotop M115 gehört und welches ein Drehort in einem Film mit Horst Schimanski gewesen sein soll.
Westlich des Regenrückhaltebeckens befinden sich die ab 1968 errichteten Gebäude des ehemaligen Olympia-Bauzentrums, das heute noch geduldet von der Montessori-Schule genutzt wird.
Südlich des BBM-Stadions, auf der Nord-West-Seite der heutigen Trambahn-Schleife, wurde nach 2000 das Theaterzelt am Schloß gebaut, dessen ursprünglicher Standort sich auf einer auch als Parkplatz genutzten Kiesfläche an der Ackermannstraße gegenüber dem Spiridon-Louis-Ring befand. 2022 auf 2023 wurde aus dem Theaterzelt das Kristelli, in welchen die Zaubershows von Alexander Krist stattfinden.
Nachdem bereits die Bebauung des Geländes der Tierärztlichen Fakultät und des Gebiets zwischen der Emma-Ihrer-Straße und der Zufahrtsstraße zur Tierärztlichen Fakultät unter der Bezeichnung Mediendorf M 2018 für die Bewerbung für die Olympischen Winterspiele vorgesehen war, wurde im Januar 2017 von Seiten der Stadibau Gesellschaft für den Staatsbedienstetenwohnungsbau in Bayern mbH (Tochter des Freistaats Bayern) eine Bebauung mit bis zu 600 Wohnungen in mehreren Bauabschnitten angekündigt. Dessen erste Bauabschnitt sollte ursprünglich bis 2023 fertiggestellt werden und wurde im September 2024 durch Ministerpräsident Markus Söder und Bauminister Christian Bernreiter übergeben.

### Bereich zwischen Schwere-Reiter-Straße, Dachauer Straße und Nymphenburg-Biedersteiner Kanal – westlich des Bereichs Olympiaparks Süd
Dieser Teilbereich gliedert sich in das Gebiet nördlich und südlich der Hedwig-Dransfeld-Allee.
- Im Bereich zwischen dem Nymphenburg-Biedersteiner Kanal, an dessen Südseite das Willy-Gebhart-Ufer die Stadtbezirksgrenze zwischen Neuhausen-Nymphenburg und Milbertshofen-Am Hart darstellt, und der Hedwig-Dransfeld-Allee befindet sich heute das Bundeswehrverwaltungszentrum und weitere militärische Nutzungen. Unter Denkmalschutz stehende Gebäude der ehemaligen Kasernen befinden sich entlang der Hedwig-Dransfeld-Allee. Städtebaulich regelt diesen Bereich der Bebauungsplan 1009a.
- Im Bereich südlich der Hedwig-Dransfeld-Allee wurde im Bereich des heutigen Goethe-Instituts und der staatlichen Gertrud-Bäumer-Schule das Gelände der ehemaligen Eisenbahner-Kaserne bis zur Anita-Augspurg-Allee / Rosa-Luxemburg-Platz bis zum Jahr 2000 umgestaltet und weitere Bürogebäude und Wohnungen errichtet. Auf dem – im Besitz des Freistaats Bayern befindlichen – Teilareal der ehemaligen Eisenbahner-Kaserne im Bereich zwischen Dachauer Straße, Anita-Augspurg-Allee – Rosa-Luxemburg-Platz – Emma-Ihrer-Straße – Schwere-Reiter-Straße ist der Neubau für das Justizzentrum beim Leonrodplatz in München-Maxvorstadt vorgesehen,[32] für die im Rahmen der Bauvorarbeiten dabei entdeckte Altlasten – vermutlich aus der Nutzung des Geländes durch die US-Army nach dem Zweiten Weltkrieg – entsorgt werden mussten[33] und bis Herbst 2022 fertiggestellt werden soll.[34]

### Bereich südlich der Schwere-Reiter-Straße (ehemalige Artilleriewerkstätten und ehemaliges Barackenkasernement)
Der östliche Teil des Barackenkasernements im Geviert Infanteriestraße – Barbarastraße – Elisabethstraße – Winzerer-/Lothstraße erhielt in den 1950er und 1960er Jahren eine Wohn- und Gewerbebebauung und das heutige von der Bundespolizeidirektion München genutzte Gelände. Von diesem Teilbereich der ehemaligen Kaserne existieren noch unter Denkmalschutz stehende Gebäude an der Ecke Elisabethstraße/Theo-Prosel-Weg und an der Ecke Lothstraße/Winzererstraße.
Das Areal östlich der Kreuzung Schwere-Reiter-Straße – Dachauer Straße, anschließend an den ehemaligen Straßenbahnhof, wird städtebaulich als verschiedene Gebiete mit unterschiedlichen Bauleitplänen betrachtet.
- Für das Gebiet zwischen der Schwere-Reiter-Straße, der Heßstraße und der Infanteriestraße, zu dem die seit Juli 2006 nicht mehr von der Bundeswehr genutzte und zum 1. Januar 2007 offiziell aufgegebene Luitpoldkaserne gehört, ist der Bebauungsplan Nr. 1954 zur Regelung des Teilbereichs „Kreativfeld“ im „Kreativquartier München“ vorgesehen. Auf diesem Gelände war der Bau der geplanten Werkbundsiedlung Wiesenfeld vorgesehen. Südlich dieses Gebietes liegt zwischen der Heßstraße und westlich der Infanteriestraße die zwischen 1923 und bis 1945 als Militärkirche genutzte unter Denkmalschutz stehende Filialkirche St. Barbara (Infanteriestr. 15),[36] die Gebäude Infanteriestraße 7 bis 9 und Heßstraße 128a, 130/132 – wozu die bereits 1896 errichtete Reithalle München gehört – und 136.[36] Daran anschließend liegen an der Infanteriestraße das neu errichtete Gebäude des Amtsgerichts München (Infanteriestraße 5) und die Gebäude des Landesverbands für Ländliche Entwicklung in Bayern (LVLE)[38] (Ecke Lothstraße/Infanteriestraße). Entlang der Heßstraße liegen das 1984 bezogene Dienstgebäude des Bayerischen Landesamtes für Umwelt[39] (Heßstraße 128) und die auf dem Gelände des abgerissenen Zentrums für Katastrophenschutz[40] neugebaute Feuerwache 4[41] (Heßstraße 120)
- Für das Gebiet zwischen der Dachauer Straße und der Heßstraße sollen im Bebauungsplan 1009b vom „Kreativquartier München“ die Teilbereiche „Kreativlabor“,[42] „Kreativpark“ und „Kreativplattform“ geregelt werden. Bis 1920 war die Gebietsnutzung als Artilleriewerkstätten. Zu dieser Nutzung gehören die unter Denkmalschutz stehende um 1910 errichteten Gebäude in der Dachauer Straße 102, 106/108.[36] Um 1926 wurden die unter Denkmalschutz stehende Jutierhalle und die Tonnagehalle errichtet (hinterer Teil des Grundstücks Dachauer Str. 110).[36] Um 1928 war das Gebiet als „Deutschen Werke“ im Stadtplan der Stadt München eingezeichnet. Nach dem Zweiten Weltkrieg wurde das Gebiet als Betriebs- und Gewerbehof für städtische Betriebe genutzt. Die Jutierhalle wurde zwischen 2000 und 2003 von den Münchner Kammerspielen genutzt. Das Eckgebäude Dachauer Straße/Schwere Reiter Straße, auf dem früher ein Hinweis auf die Kammerspiele angebracht war, beherbergt seit 2008 das bis September 2018 nutzbare[43] Kulturzentrum Schwere Reiter.

Das Gelände des ehemaligen Straßenbahnhofs, in dessen Innenhof sich noch bis Mitte der 1980er Jahre Straßenbahngleise befanden, sollte im nördlichen Teil ursprünglich als „City Business Center“ genutzt werden – heute soll dieser Teilbereich auch im Rahmen des Kreativquartiers bebaut werden.
Für den südlichen Teil wurde 2010 eine Vereinbarung zwischen dem Freistaat Bayern und den Stadtwerke München über eine Nutzung für einen Erweiterungsbau der Fachhochschule München bekannt, wobei auf einem Teil des Geländes eine Wendeschleife für die Straßenbahn Line 22 gebaut wurde.

#### Werkbundsiedlung Wiesenfeld
Zum 100-jährigen Bestehen des Deutschen Werkbunds hatte der Werkbund Bayern den Bau einer neuen Werkbundsiedlung in München, der Gründungsstadt des Werkbunds, initiiert. Sie sollte auf dem Areal der ehemaligen Luitpold-Kaserne südlich der Schwere-Reiter-Straße errichtet werden. Auf Basis eines städtebaulichen Konzepts des japanischen Architekten Kazunari Sakamoto war geplant, ab dem Jahr 2007 rund 500 Wohnungen nach Entwürfen von zwölf internationalen Architekturbüros zu bauen. Am 4. Oktober 2007 lehnte ein Stadtratsbeschluss die Planung ab. Für die Geländebebauung soll ein neuer städtebaulicher Wettbewerb ausgeschrieben werden.

#### Münchner Forum für Islam (MFI)
Von Seiten der Stadt München wurde durch den damaligen Oberbürgermeister Christian Ude im Rahmen einer Begehung im April 2014 als neuer Standort für einen durch das Münchner Forum für Islam (MFI) (früher unter der Bezeichnung „Zentrum für Islam in Europa - München, ZIE-M“ laufend, Vorstand Benjamin Idriz) geplanten Moscheebau auf dem Grundstück Dachauer Straße 110 im neuen Kreativquartier oder, als Alternative, Dachauer Straße 120 (südlich der Anita-Augspurg-Allee nördlich angrenzend an das geplante Justizzentrum) befristet angeboten. Als Voraussetzung für eine tatsächlich zweckbindende Entscheidung für die Nutzung des Grundstücks, die noch durch den Stadtrat getroffen werden muss, sollte der noch nicht geklärte Nachweis der Finanzierung durch den Verein ursprünglich bis zum Ende 2014 vorgelegt werden. Einer Rundfrage innerhalb des Vereins MFI zufolge wird das Grundstück Dachauer Straße 110 als geeigneter betrachtet. Die Frist zum Nachweis der Finanzierung wurde zuletzt im Januar 2016 bis zum Juni 2016 verlängert. Von Seiten des Vereins konnte innerhalb dieser letzten Frist kein Finanzierungsnachweis vorgelegt werden.

## Olympiapark

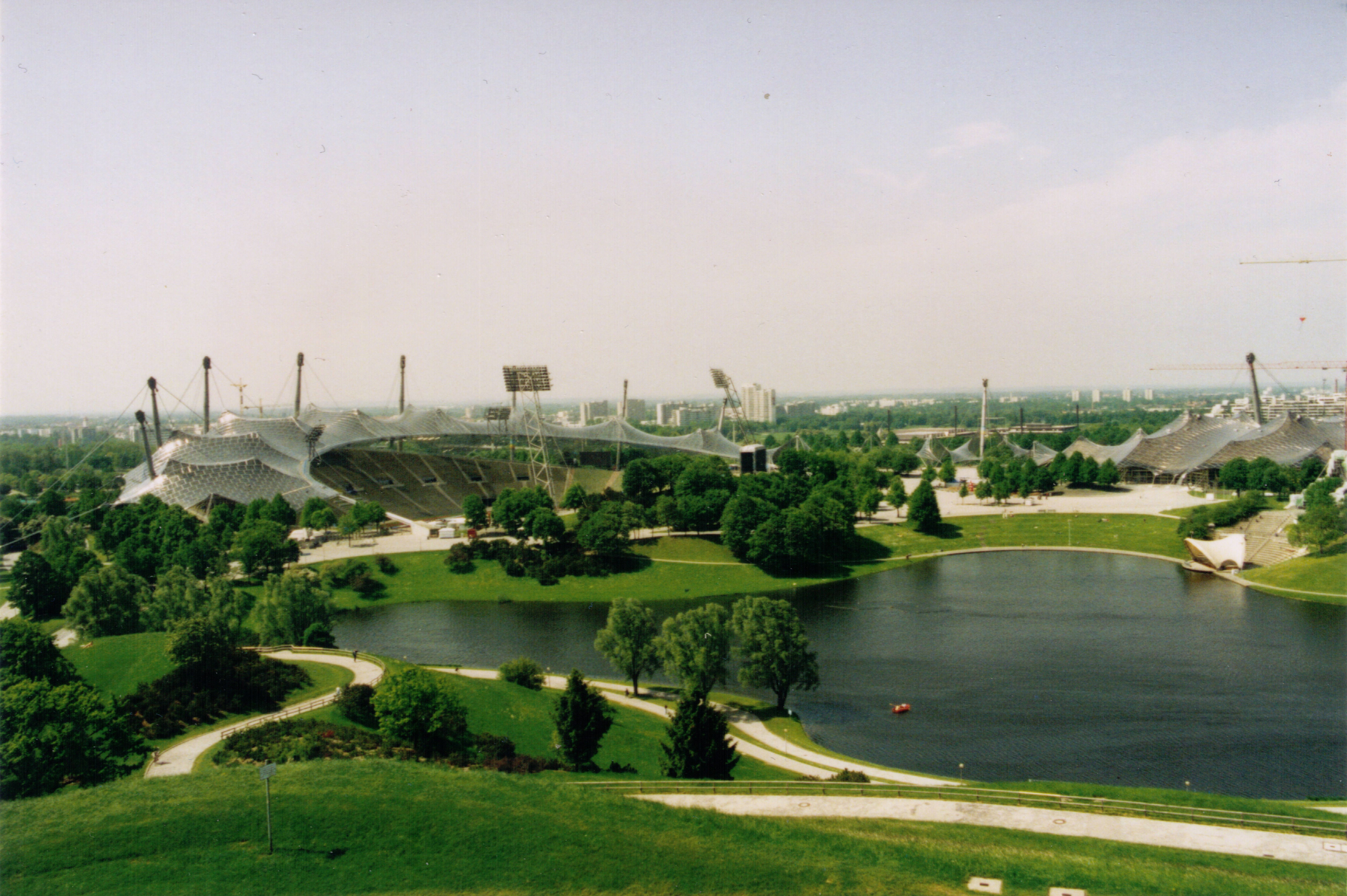
Olympiapark

Der Bau des Olympiageländes stand unter dem Motto „Olympische Spiele im Grünen“. Auf dem Oberwiesenfeld wurde eine Parklandschaft vom Reißbrett angelegt. Sieben Millionen Kubikmeter Erde wurden versetzt und bis 1972 insgesamt 3.100 Großbäume gepflanzt. Der Trümmerberg aus dem Zweiten Weltkrieg wurde begrünt und zum Olympiaberg transformiert. Der Nymphenburg-Biedersteiner Kanal wurde zu einem maximal 1,3 m tiefen See angestaut. Der gesamte Olympiapark wird durch den Georg-Brauchle-Ring in einen Südteil – das Olympiagelände mit den verschiedenen Stadien und dem Fernsehturm – und einen Nordteil – das Olympische Dorf – geteilt.

## Planungen
- siehe Olympiapark (München)#Geplant im Rahmen der Bewerbung für die Winterspiele 2022
- siehe Olympiapark (München)#Unabhängig von den Bewerbungen für die Winterspiele 2018 bzw. 2022